# محوطه شهر قدیمی
محوطه شهر قدیمی مربوط به دوره ساسانیان تا سده‌های اولیه دوران‌های تاریخی پس از اسلام است و در شهرستان لارستان، بخش مرکزی، دهستان حومه، ۲ کیلومتری جنوب غرب روستای هرمود مهرخوی واقع شده و این اثر در تاریخ ۱۸ شهریور ۱۳۸۷ با شمارهٔ ثبت ۲۳۴۶۴ به‌عنوان یکی از آثار ملی ایران به ثبت رسیده است.